# Nicola Bonifacio Logroscino
Nicola Bonifacio Logroscino (22. října 1698 Bitonto – 1764 Palermo nebo 1765 Neapol?) byl italský hudební skladatel.

## Životopis
Spolu se svým mladším bratrem byl v červnu 1714 přijat na neapolskou konservatoř Conservatorio di Santa Maria di Loreto, kde byl žákem Giovanni Veneziana a Giuliana Perugina. Na škole zůstal až do roku 1727 a pravděpodobně tam působil i jako pedagog (mastricello). 1. října 1727 byli oba bratři ze školy vyloučeni pro nevhodné chování. V letech 1728–1731 byl varhaníkem v arcibiskupství v Conza della Campania. V červnu roku 1731 se vrátil do Neapole, aby se v listopadu téhož roku oženil.
Jeho první skladba, oratorium Il mondo trionfante nella concezione di Maria sempre Vergine, byla uvedena v Brně na dvoře kardinála von Schrattenbacha. V roce 1735 byla v neapolském divadle Teatro della Pace uvedena jeho první opera buffa Lo creduto infedele. Následovaly další dvě opery (Tanto ben che male a Il vecchio marito), ale rozhodující úspěch se dostavil v roce 1738 s operou Il Quinto Fabio provedenou v Římě v divadle Teatro delle Dame. Od tohoto roku se začal zabývat výhradně operou a zkomponoval velké množství oper pro neapolská divadla Teatro dei Fiorentini a Teatro Nuovo. Koncem padesátých let 18. století začala jeho obliba klesat ve prospěch Niccola Picciniho. 1. září 1758 se přestěhoval do Palerma, kde získal prestižní místo kapelníka na tamní konzervatoři (dnes Conservatorio statale di musica Vincenzo Bellini).
Dvacet let činnosti operního skladatele ukončil dramatickou operou La gelosia (Žárlivost), která byla uvedena posmrtně v Benátkách na podzim roku 1765. Zemřel někdy mezi 30. listopadem 1764 a 12. lednem roku 1765.

## Dílo

### Opery
- Lo creduto infedele (opera buffa, libretto Antonio Palomba, Neapol, 1735)
- Tanto ben che male (1735–1738, Neapol)
- Il vecchio marito (1735–1738, Neapol)
- Il Quinto Fabio (dramma per musica, libreto Antonio Salvi, 1738, Řím)
- Inganno per inganno (opera buffa, libreto Gennaro Antonio Federico, 1738, Neapol)
- La violante (opera buffa, libreto Antonio Palomba, 1741, Neapol; přepracování opery L'amor costante od Pietra Auletta)
- Amore ed amistade (opera buffa, 1742, Neapol)
- La Lionora (opera buffa, libreto Gennaro Antonio Federico, 1742, Neapol)
- Adriano (dramma per musica, libreto Pietro Metastasio, 1742)
- Il Riccardo (opera buffa, 1743, Neapol)
- Festa teatrale per la nascita del Reale Infante (festa musicale, 1743, Neapol; 1. jednání, druhé komponoval Gennaro Manna)
- Il Leandro (opera buffa, libreto Antonio Villani, 1743, Neapol)
- Ciommettella correvata (opera buffa, libreto Pietro Trinchera, 1744, Neapol; přepracování opery Lo Cicisbeo, 1751, Neapol)
- Li zite (opera buffa, libreto Pietro Trinchera, 1745, Neapol)
- Don Paduano (opera buffa, libreto Pietro Trinchera, 1745, Neapol)
- Il governatore (opera buffa, libreto Domenico Canicà, 1747, Neapol)
- La Costanza (opera buffa, libreto Antonio Palomba, 1747, Neapol)
- Il Giunio Bruto (dramma per musica, libreto Mariangela Passeri, 1748, Řím)
- La contessa di Belcolore (intermezzo, libreto Niccolò Carulli, 1748, Florencie)
- Li despiette d'ammore (1º e 2º atto) (opera buffa, libreto Antonio Palomba, 1748, Neapol; pouze 1. a 2. jednání, 3. komponoval Nicola Calandro)
- A finta frascatana (opera buffa, libreto Gennaro Antonio Federico, 1751, Neapol; přepracování opery L'amor vuol sofferenza od Leonarda Lea)
- Amore figlio del piacere (opera buffa, libreto Antonio Palomba, 1751, Neapol; spolupráce Giuseppe Ventura)
- Lo finto Perziano (opera buffa, libreto Pietro Trinchera, 1752, Neapol)
- La Griselda (opera buffa, libreto Antonio Palomba, 1752, Neapol)
- La pastorella scaltra (intermezzo, 1753, Řím)
- L'Elmira generosa (opera buffa, libreto Pietro Trinchera, 1753, Neapol; spolupráce Emanuele Barbella)
- L'Olimpiade (dramma per musica, libreto Pietro Metastasio, 1753, Řím)
- Le chiajese cantarine (opera buffa, libreto Pietro Trinchera, 1754, Neapol; spolupráce Domenico Fischietti; přepracování opery L'abate Collarone od Domenica Fischiettiho)
- La Rosmonda (opera buffa, libreto Antonio Palomba, 1755, Neapol; spolupráce Carlo Cecere a Tommaso Traetta)
- Le finte magie (opera buffa, 1756, Neapol)
- I disturbi (opera buffa, 1756, Neapol; spolupráce Tommaso Traetta)
- La finta 'mbreana (opera buffa, libreto G. Bisceglia, 1756, Neapol; spolupráce Pasquale Errichelli)
- La fante di buon gusto (opera buffa, libreto Antonio Palomba, 1758, Neapol)
- Le nozze (3. jednání) (pasticcio, libreto Carlo Goldoni, 1760, Palermo; 1. a 2. jednání komponoval Baldassare Galuppi)
- Il Natale di Achille (azione drammatica, libreto Giovanni Baldanza, 1760, Palermo)
- Perseo (azione drammatica, libreto Giovanni Baldanza, 1762, Palermo)
- L'innamorato balordo (opera buffa, libreto De Neapol, 1763, Neapol; spolupráce Giacomo Insanguine)
- Le viaggiatrici di bell'umore (opera buffa, libreto De Neapol, 1763, Neapol; spolupráce Giacomo Insanguine)
- Il tempo dell'onore (componimento drammatico, libreto Giovanni Baldanza, 1765, Palermo; spolupráce Antonino Speraindeo)
- La gelosia (dramma giocoso, 1765, Benátky)

### Další díla
- Il mondo trionfante nella concezione di Maria sempre Vergine (azione sacra, Brno, 1730)
- Oratorio in onore di Sant'Anna (oratorium, 1746, Neapol)
- Stabat mater in mi bemolle maggiore per soprano, contralto, 2 violini e basso continuo (1760, Palermo)
- Ester (oratorium, 1761, Catania)
- La spedizione di Giosue contro gli Amalechiti (oratorium, 1763, Palermo)
- Gesù presentato nel tempio (azione sacra)
- La tolleranza premiata (azione sacra)
- Stabat mater in sol minore per soprano, contralto, 2 violini, viola e basso continuo
- Parafrasi dello Stabat mater in mi bemolle maggiore per soprano, contralto, tenore, 2 violini, viola, fagotto e basso continuo
- Vari salmi per soprano, contralto, tenore, basso, 2 violini e basso continuo
- Quartetto d'archi in re maggiore
- Concerto per flauto
- Sinfonia in re maggiore